# Löwendenkmal (Bad Honnef)

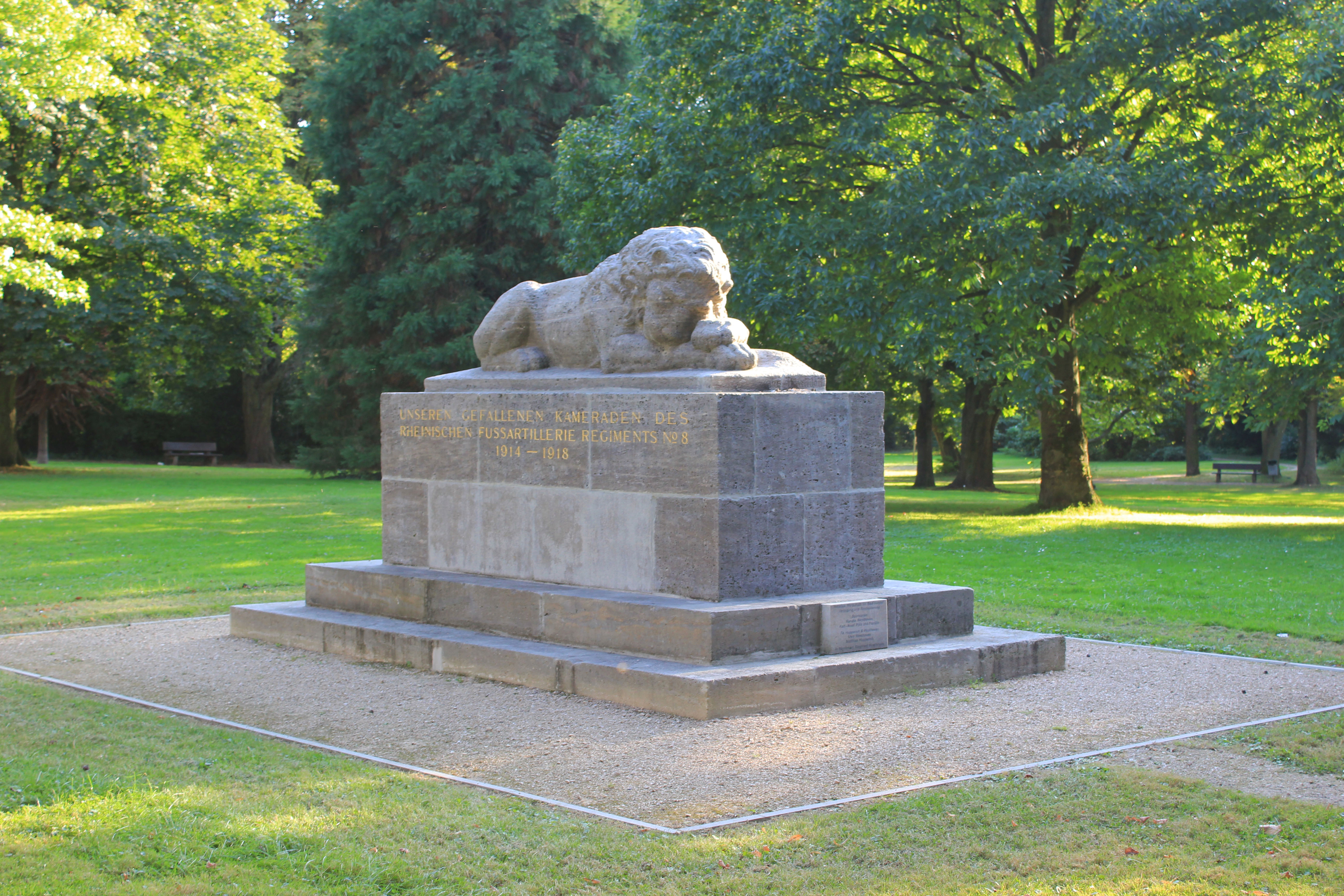
Löwendenkmal (2016)

Das Löwendenkmal in Bad Honnef, einer Stadt im nordrhein-westfälischen Rhein-Sieg-Kreis, ist das Ehrenmal für die im Ersten Weltkrieg Gefallenen des Rheinischen Fußartillerie-Regiments Nr. 8. Es befindet sich im Stadtgarten an der Alexander-von-Humboldt-Straße. Das Kriegerdenkmal aus dem Jahre 1927 steht als Baudenkmal unter Denkmalschutz.

## Geschichte
Die erste „Große Wiedersehensfeier“ nach dem Ersten Weltkrieg der in der Vereinigung der 8. Rheinländer mit Sitz in Köln zusammengeschlossenen ehemaligen Angehörigen des Rheinischen Fußartillerie-Regiments Nr. 8 (1864–1918) fand im Mai 1926 in Honnef statt. Der letzte Friedens- und erste Kriegskommandeur des Regiments, Generalmajor a. D. Carl Ehrke (1860–1946), rief sie bei dieser Veranstaltung zu einer Spende für die beabsichtigte Errichtung eines Denkmals für die über 1500 gefallenen Kameraden des Regiments auf. Noch im selben Jahr wurde ein Entwurf für das Ehrenmal vorgestellt, der unter anderem sechs bis zehn Meter hohe Blöcke als seitliche und hintere Begrenzungen und als Bekrönung einen bronzenen Adler mit einer Flügelspannweite von über fünf Metern, der zwei gekreuzte Geschützrohre in seinen Fängen trug, vorsah. Als Standort des Denkmals war zunächst ein Gelände am Korferberg oberhalb von Rommersdorf geplant.
Die Löwenskulptur als Teil der noch fertigzustellenden Gesamtanlage des Denkmals wurde nach einem Entwurf von Wilhelm Kreis vom Düsseldorfer Bildhauer Johannes Knubel ausgeführt und – zunächst als provisorischer Standort gedacht – an der Austraße nahe dem Rheinufer aufgestellt und am 19. Juni 1927 feierlich enthüllt. Der schlafende Löwe sollte unter anderem sinnbildlich für ein zukünftig erwachendes Deutschland stehen. Die Pläne für die Denkmalanlage auf dem Korferberg wurden schließlich aus finanziellen Gründen aufgegeben, sodass der Standort an der Austraße bestehen blieb. Dort erhielt die Löwenskulptur einen neuen, endgültigen Sockel mit Inschrift und wurde am 9. Juni 1929 feierlich im Rahmen des zweiten Treffens der 8. Rheinländer eingeweiht sowie zugleich der Stadt Honnef übergeben. Jährlich gedachten die ehemaligen Angehörigen des Fußartillerieregiments am Löwendenkmal. Im Juli 1930 kam zum Löwendenkmal ein von Angehörigen des Infanterie-Regiments Nr. 460 errichteter Findling hinzu.

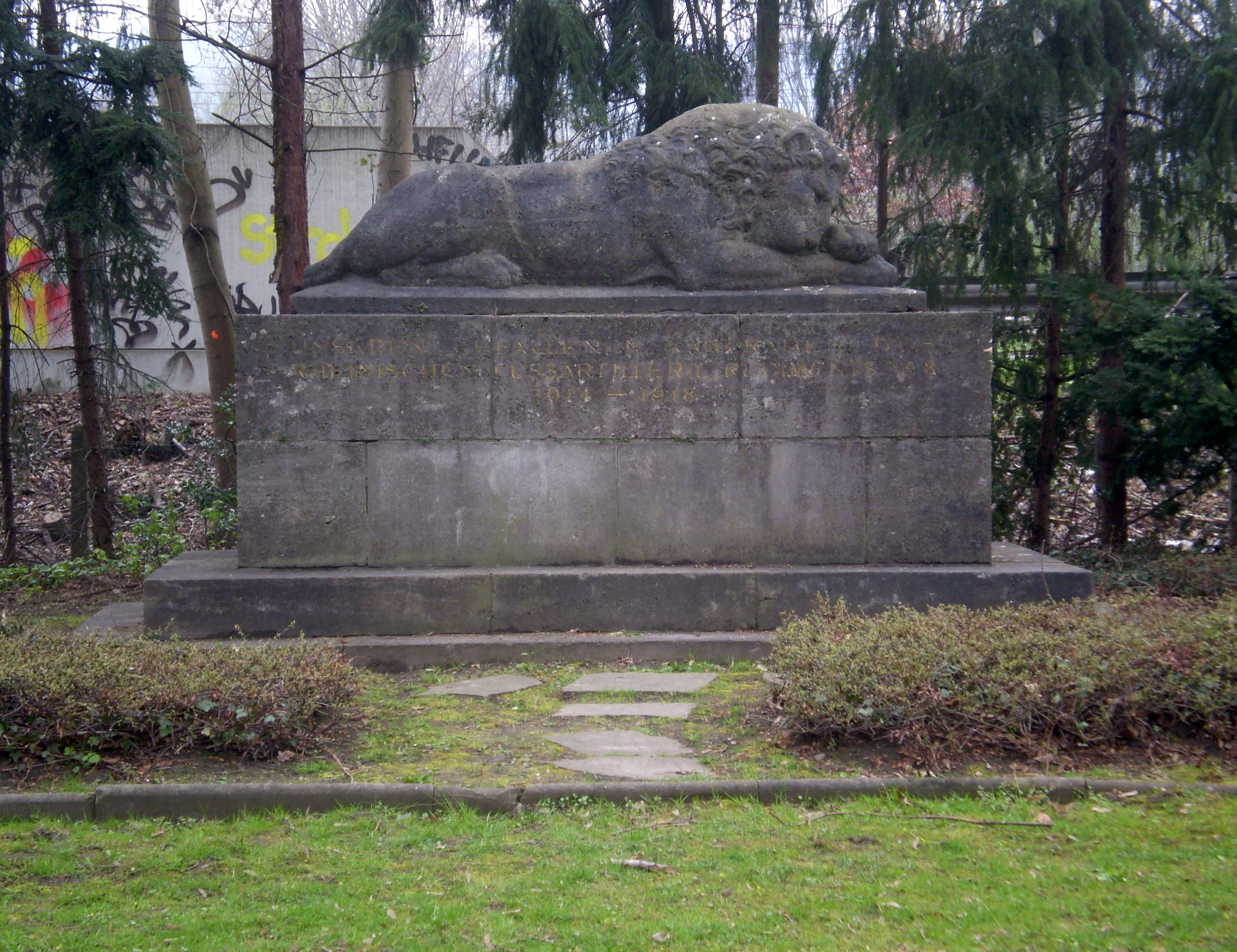
Das Löwendenkmal an der Girardetallee (2012)

Nach dem Zweiten Weltkrieg wurde die Tradition der Totenehrung am Löwendenkmal regelmäßig am Volkstrauertag durch die 8. Rheinländer, nunmehr als „Alte Achter“ bekannt, wiederaufgenommen. 1955 wurde das Denkmal im Zuge des Neubaus der Bundesstraße 42 auf eine Wiese zwischen Bundesbahn und Endhaltestelle der Siebengebirgsbahn versetzt. 1963 erhielt es abermals einen neuen Standort am rheinseitigen Ende der Girardetallee an der Bundesstraße 42. Ab 1965 beteiligte sich auch das Panzerartilleriebataillon 145 in Niederlahnstein an der Totenehrung am Löwendenkmal, 1967 übernahm es die Tradition der Alten Achter. 1972 kam zur jährlichen Kranzniederlegung die Kameradschaft des ehemaligen Artillerieregiments 70 (1938–1945) in Niederlahnstein hinzu. Auch dessen Tradition wurde 1976 vom Panzerartilleriebataillon 145 übernommen, das später in „Feldartilleriebataillon 545“ umbenannt und 1990 aufgelöst wurde. Auch danach wurde die Totenehrung am Löwendenkmal durch ehemalige Angehörige dieses Bataillons und seiner Vorgängerverbände für deren im Krieg gefallene Kameraden fortgesetzt.

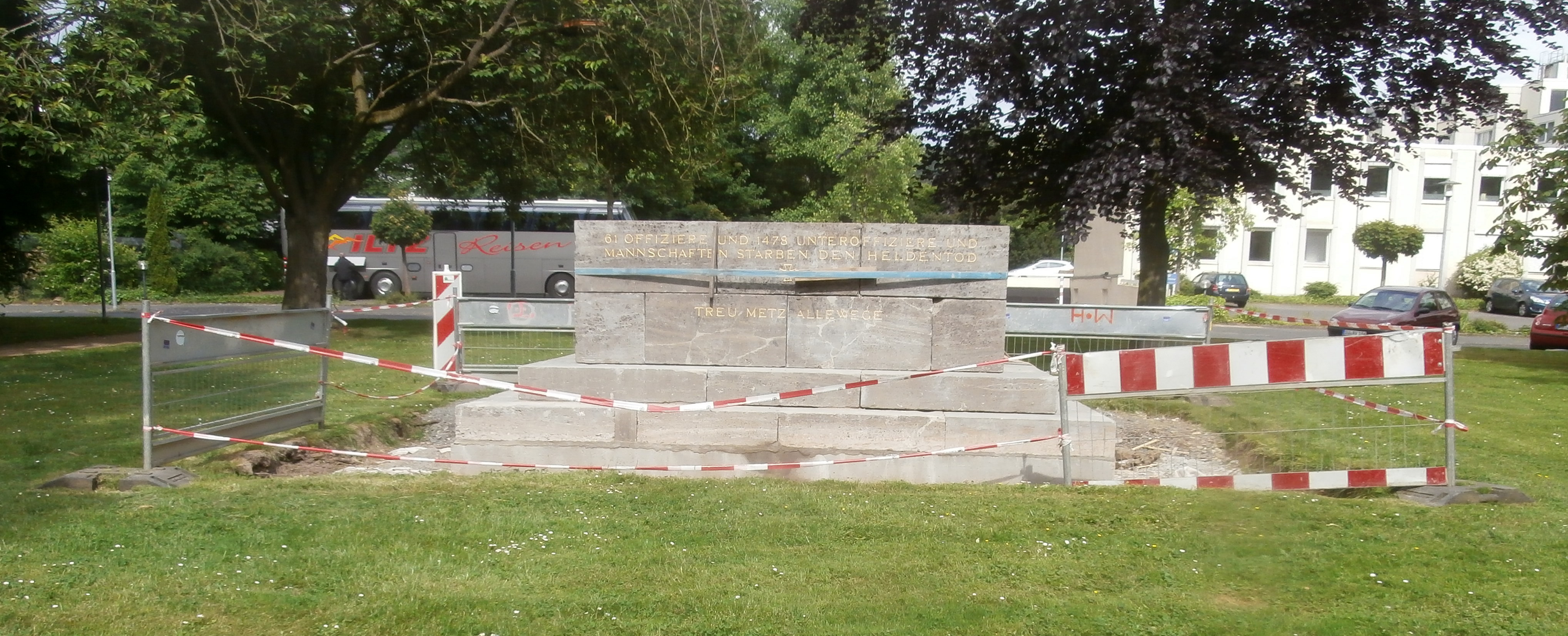
Sockel des Löwendenkmals am neuen Standort, noch ohne Löwenskulptur (2015)

2011 wurde eine am Findling neben dem Löwendenkmal angebrachte Bronzetafel entwendet. Nachdem sich das Denkmal zunehmend in einem schlechten Allgemeinzustand präsentierte – die vergoldete Inschrift war unleserlich geworden und die Fugen des Sockels hatten zu bröseln begonnen – begann die Initiative Wirtschaft für Bad Honnef mit Planungen für eine Restaurierung des Denkmals und seine Verlegung an einen angemesseneren Ort. Am 17. Dezember 2014 wurde das Denkmal demontiert sowie – sowohl die Löwenskulptur als auch der Sockel – anschließend gereinigt und wasserabstoßend behandelt. Bei der Demontage wurde im Hohlraum unter der Löwenskulptur eine Metallröhre mit der Gründungsurkunde des Denkmals vom 15. Mai 1929, ein Totengedenkbuch und Kolonnen mit Namen von Gefallenen des Ersten Weltkrieges entdeckt. Am 1. Juni 2015 wurde die restaurierte Löwenskulptur auf den bereits zuvor aufgebauten Sockel im Stadtgarten an der Alexander-von-Humboldt-Straße gehoben und in den Sockel eine Messingrolle mit Dokumenten gelegt; die Einweihung des Denkmals am neuen Standort erfolgte am 19. Juni. Der Findling verblieb am alten Standort.
Die jährliche Totenehrung und Kranzniederlegung am Löwendenkmal am Volkstrauertag wird heute seitens der ehemaligen Artillerieverbände durch die Traditionsgemeinschaft Alte 145/545er und seitens der Stadt durch den Bürgermeister und den Stadtrat begangen. Die Eintragung des Löwendenkmals in die Denkmalliste der Stadt Bad Honnef erfolgte am 18. Juni 1997.

## Beschreibung
Die Löwenskulptur besteht aus Würzburger Muschelkalk, ist rund 2,70 Meter lang und 80 Zentimeter breit sowie wiegt rund vier Tonnen. Sie ist dem Löwendenkmal des dänischen Bildhauers Bertel Thorvaldsen in Luzern nachgebildet. Die in Gold unterlegte Inschrift am Sockel lautet: UNSEREN GEFALLENEN KAMERADEN DES RHEINISCHEN FUSSARTILLERIE REGIMENTES NO 8 1914–1918 (Vorderseite); 61 OFFIZIERE und 1478 UNTEROFFIZIERE UND MANNSCHAFTEN STARBEN DEN HELDENTOD TREU METZ ALLE WEGE (Rückseite).